# Вертикальная педагогика

Зачетные уроки

Вертикальная педагогика — метод обучения школьников математике, созданный белорецким педагогом Р. Г. Хазанкиным в конце 1970-х годов. Метод отмечен Государственной премией СССР (1990), и Премией Правительства России в области образования (2006).
Применяется Р. Г. Хазанкиным и рядом его последователей, и дает устойчивые высокие результаты обучения и воспитания школьников.

## Философия метода
Ныне ученик нередко является лишь пассивным «созерцателем» урока, главное место на котором отводится монологу учителя. Так называемый «устный опрос» отдельных учащихся также не вызывает особой активности остальных учеников класса.
Стержневая идея описываемого опыта — побудить учащихся к активизации, к самостоятельному творчеству на каждом уроке, к реализации скрытых возможностей каждого отдельного школьника. Организовать обучение так, чтобы ученики не замечали, как пролетают уроки, и как много они думают при этом. В таком случае дети не устают от уроков.
Ещё одна проблема в обучении математике: нужно ли заставлять школьника выучивать наизусть формулы, доказательства, приемы решения задач? Или эти столь необходимые для математического образования элементы должны осмысливаться на уроках постепенно, путём неоднократного применения в практике решения задач? Если осмысливание признать более важным, чем заучивание, то как оценивать труд учащихся, как реализовать принцип индивидуального подхода в обучении?
Ответ на эти вопросы можно сформулировать в виде краткого тезиса: школьников нужно учить так, чтобы им было интересно, а для этого — изгнать с уроков (а также из домашних заданий) скуку, зубрежку, заложить в основу обучения совместный труд учителя и ученика, младших и старших школьников, труд по приобретению знаний.
По-видимому, существует много путей реализации такого подхода в обучении. Вертикальная педагогика, давшая в течение многих лет положительные результаты, предполагает выполнение следующих условий (принципов).

## Принципыпедагогики
- Первый. Планирование учебной нагрузки учителя таким образом, чтобы у него образовалась «вертикаль», то есть по одному классу с восьмого или девятого по одиннадцатый класс включительно или, например, с пятого по восьмой или девятый класс. При этом учебный процесс строится таким образом, чтобы каждый ученик более старшего класса был активным помощником учителю в обучении одного ученика из класса ниже.
- Второй. Изменение традиционной структуры урока. При традиционной структуре 45 минут делятся на несколько частей — проверка домашнего задания, объяснение нового материала, закрепление его. Вместо суетливой спешки на уроке в попытках охватить все названное выше, используется система совместной работы учащихся и учителя, включающая в себя:

проведение уроков-лекций с целью изучения новой темы крупным блоком, активизации мышления школьников при изучении нового, экономии времени для дальнейшей творческой работы;
проведение уроков решения ключевых задач по теме. Учитель (вместе с учащимися) вычленяет минимальное число задач, на которых реализуется изученная теория, учит распознавать и решать ключевые задачи;
проведение уроков-консультаций, на которых вопросы задают ученики, а отвечает на них учитель;
проведение зачетных уроков, целью которых является организация индивидуальной помощи учащимся, постепенная подготовка их к решению более сложных задач, контроль усвоения пройденной темы.
Проводятся и промежуточные уроки, их структура и количество зависят от сложности темы и уровня развития учащихся.
- Третий. Организация систематической и целенаправленной внеклассной работы по математике с целью развития творческих способностей учащихся.

## Система уроков

### Урок-лекция
Урок-лекция — это, прежде всего, урок приобщения школьников к творческой деятельности на учебном материале. Это урок соразмышления учителя и учеников. Он должен быть подготовлен и проведен таким образом, чтобы, с одной стороны, крупным блоком была рассмотрена целая тема, был бы обеспечен высокий научный уровень изучаемого материала, и, с другой стороны, были бы обеспечены доступность, изящество и красота. Именно в ходе лекции пробуждается интерес к математике. Однако это возможно лишь только тогда, когда лекция очень далека от пересказа параграфа из школьного учебника. Вот так высказывают своё мнение об уроке-лекции сами учащиеся: «У нас аж дух захватывает, когда мы видим как все красиво и стройно получается у учителя. И нам самим хочется участвовать в создании такой красивой теории, на таких уроках мы учимся думать, записывать и даже говорить!».
Во время лекции рассказ учителя сочетается с вопросом к классу: «А как вы думаете? Предложите свои варианты. Приведите опровергающий пример, попробуйте доказать самостоятельно, повторить доказательство, сформулируйте правило, определение или теорему. Кто может данное утверждение обобщить? Нет ли у кого другого доказательства?». Такие вопросы стимулируют учащихся к активной работе мысли на уроке, помогают им не «выключаться» из процесса познания. Как бы хорошо ни была подготовлена лекция и как бы ни было высоко желание учителя успеть на уроке изучить целостный кусок учебного материала, он должен прерывать свою лекцию вопросами: «Кому не понятно? Где не понятно? Кому понятно?» Важно, чтобы учитель не просто констатировал понимание или непонимание, а побуждал школьников к тому, чтобы они признавались, где и что им непонятно. В каждом таком случае, когда школьник поднимает руку и просит повторить какое-либо утверждение или доказательство всей теоремы, учитель не должен раздражаться, наоборот, очень доброжелательно и с большим уважением к задавшему вопрос должен повторить всё сначала, но более обстоятельно, после чего осведомиться удовлетворён ли ученик ответом учителя. Очень важно — создавать такую атмосферу на уроках, когда ученики не боятся «ляпнуть глупость», задать любой вопрос а, наоборот, пытаются дать ответ на вопрос учителя или товарища. Пусть лучше учитель не успеет изучить на уроке что-то из запланированного, чем недовольным тоном прервет ученика, задавшего вопрос, или вовсе не допустит вопросов.
Из всех типов уроков урок-лекция — самый трудный, даже для опытного учителя. Во-первых, этот урок требует от учителя большой подготовки. Во-вторых, в ходе лекции учителю приходится раздваиваться, а именно, с одной стороны, он должен выступать в роли блестящего лектора, а с другой стороны, ему необходимо держать в поле зрения всех учеников и постоянно управлять их деятельностью. Сложность урока-лекции определяется и тем обстоятельством, что в ходе данного урока необходимо решить целый комплекс задач, взаимосвязанных друг с другом:
- заинтересовать учащихся материалом лекции;
- добиться понимания сути изучаемого вопроса в процессе объяснения;
- познакомить учащихся с методами математических исследований, которые используется в изучаемой теме;
- заложить основы не только для решения задач, но и для доступной учащимся творческой деятельности;
- ознакомить ребят с литературой, которую можно использовать для закрепления и углубления материала лекции

### Урок решения ключевых задач
Обучение математике — это, прежде всего, обучение решению задач. Должен ли учитель добиваться, чтобы школьники решали как можно больше однотипных задач? Вовсе нет.
Многие задачи, опубликованные в учебниках, задачниках, методических пособиях в значительной степени дублируют друг друга, отличаясь лишь обозначениями или другими не очень существенными деталями, тогда как математическая их сущность — одна и та же.
Оказывается, по каждой теме достаточно выделить несколько, обычно не более 7-8 «ключевых» задач; почти все остальные задачи можно свести к одной из них или их композиции. Какие же задачи следует считать ключевыми?
В качестве примера рассмотрим тему «Решение квадратных уравнений». Большинство стандартных уравнений, которые должен решать каждый учащийся, можно свести к следующим шести типам:
- 1. {\displaystyle ax^{2}+c=0}, где {\displaystyle a\neq 0}
- 2. {\displaystyle ax^{2}+bx=0}, где {\displaystyle a\neq 0}
- 3. {\displaystyle ax^{2}+bx+c=0}, где {\displaystyle a\neq 0}
- 4. {\displaystyle ax^{2n}+bx^{n}+c=0}, где {\displaystyle a\neq 0}, n-натуральное число
- 5. {\displaystyle af^{2n}(x)+bf^{n}(x)+c=0}, где {\displaystyle a\neq 0}, n-натуральное число, {\displaystyle f(x)} — знакомая функция, например {\displaystyle f(x)=|x|} или {\displaystyle f(x)={\sqrt {x}}}
- 6. {\displaystyle g(x)(af^{2n}(x)+bf^{n}(x)+c)=0}, где {\displaystyle a\neq 0}, n-натуральное число, {\displaystyle f(x),g(x)} — знакомые функции

После разбора в классе всех ключевых задач необходимо организовать деятельность учащихся таким образом, чтобы они получили достаточную тренировку в распознавании, решении и составлении ключевых задач. Желательно, чтобы ученики систематизировали ключевые задачи и составили для себя справочники (таблички, схемы), зная, что ими можно будет пользоваться на уроках и даже во время контрольных работ.
Опыт показывает, что многие учащиеся используют такие схемы-справочники и при подготовке в ВУЗы.
Работа учителя по выбору ключевых задач, обучению учащихся их решению позволяет обеспечить необходимый фундамент для перехода к решению нестандартных задач, к работе с научно-популярной литературой.
Решение большинства довольно трудных задач даже на математических олимпиадах сводится в конечном итоге к умелому распознанию небольшого числа идей, отраженных учителем в ключевых задачах. Кроме того, система ключевых задач позволяет обоснованно дифференцировать работу учащихся, так как, с одной стороны, овладение умением решать ключевые задачи гарантирует выполнение программных требований к их знаниям и умениям, а с другой стороны, учащиеся, интересующиеся математикой, оттолкнувшись от этих задач, свободно переходят к следующему качественному этапу работы с математическими задачами (одним из этих этапов является составление собственных задач, решение нестандартных задач, участие в решении сложных задач различных конкурсов и турниров).
Опыт использования ключевых задач в обучении показывает, что такой подход дает возможность ликвидировать не только перегрузку учащихся (решается меньшее число задач, меньше их задается на дом, заранее известно, какие типы задач подлежат опросу), но и существенно облегчает труд учителя по планированию уроков, проверке знаний учащихся.
Разработанная система ключевых задач по каждой теме курса математики среднего и старшего звена школы успешно используется и дает отличные результаты более трех десятков лет.

### Урок-консультация
Наблюдения за учениками 4-5 классов показывают, что в случае затруднений при решении математических задач, они всегда находят к кому обратиться за помощью. В этот период школьного обучения ребята стараются задавать вопросы (учителю, родителям, товарищам).
Ситуация резко меняется в 6-7 классах. В обычной школе ученики практически перестают обращаться с вопросами не только к родителям, но и к учителю. Закономерен вопрос: может быть у школьников в этом более позднем возрасте нет затруднений с решением задач? Практика показывает, что дело совсем в другом, — ребята испытывают непреодолимые трудности при самостоятельном решении задач, так как родители уже не в состоянии ответить на вопросы детей, а учитель практически не предоставляет им такой возможности, в результате теряется не только интерес к решению задач, но и к учёбе в целом.
Отсюда возникает идея организовать взаимную деятельность учителя и учащихся, а также учащихся старших и на одну ступеньку младших классов таким образом, чтобы ребята были поставлены в такую ситуацию, когда они вынуждены задавать вопросы непосредственно на уроке. С этой целью, после изучения параграфа или какой то его части, разбора системы ключевых задач, относящихся к этому материалу, и достаточной тренировки в решении и распознании ключевых задач, проводится урок-консультация.
Накануне урока ученики получают домашнее задание — подготовить карточки с условиями задач по теме, которые они не могли решить или решение которых интересует учащихся. Заметим, что такое задание не является неожиданным — ученикам заранее известен срок проведения консультации и учитель постоянно, в ходе изучения темы, побуждает их к поиску и отбору наиболее интересных задач.
Проведение уроков-консультаций показывает, что на первых порах ученики вообще не представляют себе, какие задачи следует включать в карточки, ибо приучены только к репродуктивной деятельности. Другими словами, они решают дома только те задачи, которые абсолютно аналогичны разобранным в классе. Такой примитивный подход к учебной деятельности не готовит ребят ни к работе с учебником, ни к работе над задачами.
Поэтому на первых уроках-консультациях, после того, как учитель не получил вопросов, он предлагает учащимся открыть учебник и, анализируя имеющиеся там теоремы и задачи, показывает примеры вопросов, которые могли быть заданы учениками, но ускользнули от их внимания.
Обращаясь к теоремам и задачам учебника, формулируя на основе материала учебника новые, довольно сложные вопросы, учитель учит ребят работе с учебником, указывает им направление работы с ним при подготовке к последующим урокам-консультациям.
Таким образом, совместная деятельность учителя и учащихся по подготовке к уроку-консультации приводит к тому, что учитель в дальнейшем получает карточки с таким числом задач, что, возьмись он решать каждую из них, ему не хватит и пяти уроков. Поэтому необходимо осуществлять отбор нескольких из них (как правило 5-7), но таким образом, чтобы решение этого минимального числа задач вооружило бы всех школьников приемами отыскания решений почти всех сформулированных ими задач.
Опыт показывает, что ребята очень высоко ценят консультации именно потому, что это не заранее подготовленные и выштудированные задачи, а такие, решение которых рождается на их глазах и при активном участии всего класса.
Возникает естественный вопрос: что произойдет, если учителю не удастся решить какую либо задачу, отобранную к уроку-консультации. Не пострадает ли авторитет учителя от того, что ему не удалось решить задачу? Практика использования уроков-консультаций показывает, что авторитет учителя после уроков-консультаций быстро растет. С одной стороны, они понимают, что учитель по своей инициативе сдает перед ними экзамен, а с другой стороны, учитель вовсе не должен стремится к тому, чтобы у учеников сложилось мнение, будто бы учитель может все. Ситуация, при которой учитель не справился с какой-то задачей, активизирует деятельность учащихся. Поиск решения такой задачи становится общим делом, сближает всех, делая единомышленниками. Чаще всего в результате такой совместной деятельности задача получает решение. Эмоциональный подъём при этом испытывает и учитель и ученики.

#### Что дает урок-консультация учителю
- В ходе подготовки к проведению урока иногда обнаруживается, что не все ключевые задачи разобраны в классе, поэтому учитель может во время консультации восполнить пробел.
- Карточки, которые подготовили ученики к уроку-консультации, могут быть использованы учителем (как дидактический материал) при повторении темы, организации контроля.
- Зная о предстоящем уроке, учитель ставит себя в такие условия, при которых он вынужден просматривать большинство задачников по теме, соответствующие статьи из журналов «Квант», «Математика в школе» и других источников.
- Вопросы учащихся учитель использует для обобщения математических утверждений, знакомства учащихся с приемами составления новых задач.
- В ходе урока-консультации учитель получает возможность узнать учеников с лучшей стороны, вовремя видеть динамику движения ученика, выявить наиболее любознательных и наиболее пассивных, вовремя поддержать тех, кто испытывает затруднения.
- Интересные вопросы дают возможность учителю провести урок на высоком эмоциональном и научном уровне, стимулируют его творчество. После такого урока учитель испытывает удовлетворение от своего труда.

#### Что дают уроки-консультации ученикам
- Позволяют увидеть живой пример работы над незнакомой задачей, осознать, что они могут научиться работать так же. Мастерство учителя должно состоять в том, чтобы показать ученикам, что ничего нет невозможного, если они достаточно вооружены теоретически и методами решения ключевых задач.
- Имеются ученики, которые не обладают способностями выйти к доске в присутствии всего класса и вслух объяснить решение задачи, однако среди них много трудолюбивых молчунов. Умно заданный вопрос в письменной форме позволит им получить одобрение со стороны учителя и признание со стороны товарищей, что способствует созданию благоприятного микроклимата в классе.
- Подготовка учащихся к уроку-консультации стимулирует их к работе с различной учебной и научно-популярной литературой.
- Подготовка к уроку-консультации формирует у учеников привычку (которая вообще свойственна детям, но, к сожалению, чаще всего, безвозвратно теряется) задавать вопросы не только на уроке математики, но и на других уроках. А любой урок от интересных вопросов учащихся только выигрывает как в дидактическом, так и в воспитательном плане.

### Зачетные уроки
Зачетные уроки — специальные уроки, на которых встречаются два класса. Эти уроки предназначены не только для контроля знаний и умений учащихся, а прежде всего для обучения, развития и воспитания школьников посредством индивидуальной работы с каждым школьником непосредственно на зачете.
Зачет проводится по целой теме. Он призван проверять уяснение теоретических основ изучаемой темы, сформированность умения распознавать и решать ключевые задачи, использовать знание теории и алгоритмов решения ключевых задач в новой ситуации. В зачеты включается тот материал, которым должны владеть все ученики класса после изучения темы. Существенно, чтобы в ходе зачета можно было установить наличие знаний, умений и навыков, которые необходимы школьникам для изучения последующих тем. Кроме того, целесообразно включать такой материал, который входит в программу выпускных и вступительных экзаменов, так как одна из целей принятия зачета — подготовка к таким экзаменам.
К проведению зачета (после повторения и получения инструкции о проведении зачета) привлекаются старшие школьники. Накануне зачета старшие школьники получают специальное домашнее задание — подготовить зачетную карточку (предварительно на одном из уроков в старшем классе в форме лекции учитель излагает содержание теоретического материала. Отмечает, на что нужно обратить особое внимание при принятии зачета, какие типы задач для различных учащихся нужно включить в карточку, оговаривает и число задач, знакомит школьников с критериями оценок. Сообщает литературные источники, в которых старшие школьники могут найти теоретический материал, а также подобрать задачи).
В карточку включаются основные вопросы теории, ключевые задачи, а также задания, учитывающие индивидуальные особенности сдающего зачет (пробелы в предшествующей подготовке, способности, достигнутый уровень развития, интересы…).
Подготовленные карточки ребята сдают на просмотр учителю. Учитель изучает задачи из карточек и при необходимости предлагает школьникам внести нужные изменения. Ученики устраняют указанные недостатки, а затем используют карточки на зачете.
Как же проходит зачет, к примеру, в 8 или 9 классе? На зачет отводится два урока. На первом школьник, получив карточку, приступает к решению задач. Эта ситуация напоминает контрольную работу, только вместо 2-4 вариантов каждый выполняет специально подготовленные для него задания и, в отличие от контрольной работы, ученику не нужно затрачивать время на переписывания в чистовик, поскольку на втором уроке ему предстоит в течение 45 минут отвечать как по теории, так и по практике старшекласснику, составившему карточку.
Если в ходе ответа обнаруживается непонимание сути дела или пробелы в знаниях, то сдающий тут же получает необходимые разъяснения. Оставаться пассивным слушателем ему не удается, поскольку принимающий зачет старшеклассник нацелен на то, чтобы младший понял материал, чтобы научился применять теорию к решению задач.
Типичной ситуацией, характеризующей сдачу зачета, является следующая: старший школьник, разъяснив сдающему теорию или решение задачи, не останавливается на этом, а просит повторить все рассуждения, устанавливая тем самым, действительно ли понял его подопечный то, в чём раньше затруднялся.
Заканчивается зачет тем, что принимающий выставляет в зачетную карточку три оценки: за ответ по теории, за решение задач из карточки, за ведение тетради. При этом каждая из оценок мотивируется. В случае получения неудовлетворительной оценки, школьники сами уславливаются о сроке повторного зачета.
Внедрение зачетной системы приводит к появлению новых педагогических задач. Первая из этих задач — воспитательная. Приходится учить детей общению на зачете, воспитывать уважение младших к старшим, доброжелательное, но и требовательное отношение старших к младшим. Вторая задача — специальная подготовка старших к участию в зачете. Научить этому не совсем просто. К примеру, составление зачетной карточки предполагает не простое повторение материала, а изучение его на более высоком уровне. Дело в том, что подготовка интересных задач для карточек — это качественно новая ступень в математическом развитии школьников. Опыт свидетельствует о том, что школьник, умеющий составлять задачи по определённой теме, решает задачи качественней школьника, которые не умеет этого делать. Наблюдение за тем, как ученики составляют карточки, убеждает, что составление карточек — особая форма математического творчества учителя и учащихся.
Сдающий зачет вынужден осознанно изучить теорию. В случае затруднения, он обращается к дополнительной литературе, ему «выгодно» задавать вопросы учителю, старшекласснику, однокласснику, ибо в противном случае на эти вопросы ему придется отвечать самому в ходе зачета. Тем самым ученик приучается к постоянной работе с математической литературой, учится преодолевать трудности в учёбе, ему приходится вступать в общение с учителем и учащимися, что, конечно же, благотворно сказывается на его развитии.
Таким образом, благодаря зачетной системе, учителю удается не только организовать общение старших и младших, но и руководить этим общением. Сами ребята очень высоко оценивают именно эту воспитательную сторону зачетных уроков.
Зачетные уроки много дают и учителю. Дело не только в том, что он практически не может спросить каждого ученика так, как это происходит на зачете, сколько в том, что эти 45 минут вносят существенный вклад в обучение, развитие и воспитание каждого из 50 (а порой и более) учеников, участвующих в зачете. Очевидно, что для учителя это одна из важнейших задач, которую решить традиционным методом практически невозможно.
Не менее важно и то обстоятельство, что учитель в этом случае получает возможность преодолевать типичную ситуацию: у доски «мается» слабый ученик, а учитель и класс с нетерпением ждут развязки. При этом класс старается помочь ученику, учителю приходится это поощрять, а драгоценное время урока истекает, да и вряд ли уютно чувствуют себя при этом как вызванный к доске учащийся класса, так и учитель. Практика работы со слабыми в условиях зачетной системы показывает, что в ходе ответа одному заинтересованному и доброжелательному старшекласснику полностью снимается дискомфорт «вызванного» к доске. Важно при этом и то, что уровень требований к сдающему зачет не снижается. Зачетная система снимает с учителя постоянную тревогу за «накопляемость» оценок. Оценок, полученных на зачетах и контрольных работах, вполне достаточно для объективной оценки за четверть, а это условие приводит к тому, что на уроках появляется возможность более творческого общения, обсуждения задач становится более раскованным. Как выражаются сами ученики, можно свободно, безбоязненно получить плохую оценку, высказать любые мысли, можно не бояться «ляпнуть» глупость — тебя за это не накажут плохой оценкой. И, наоборот, ученик, быстро решивший задачу или нашедший идею решения, не ждет за это «зарплаты» в виде хорошей оценки, а просто получает эстетическое удовольствие. Понятно, что учитель в ходе урока, если считает нужным, ставит оценки.
Зачеты в старших и младших классах несколько отличаются друг от друга. Это связано с тем, что требуется учесть специфику возраста, а также с тем обстоятельством, что учеников 7-8 классов трудно научить составлять карточки. Кроме того, задача зачета в 6-7 классах состоит в том, чтобы предоставить возможность всем ученикам неоднократно проговорить многочисленные теоремы, правила, признаки и формулы, которыми изобилует программа этих классов.
В ходе каждого зачета требуется постоянно возвращаться к одним и тем же вопросам, например: формулы сокращенного умножения, признаки равенства треугольников, действия над дробями, решение линейных уравнений и квадратных уравнений, теорема Пифагора и так далее. Возвращение к уже изученному способствует тому, что шестиклассники и семиклассники твердо и сознательно овладевают основным материалом, что обуславливает дальнейшее успешное изучение математики.
Ниже приводятся памятки школьникам, позволяющие систематизировать подготовку к приему и сдаче зачета.

#### Памятка школьнику, принимающему зачет
Целью зачетного урока для принимающего является повторение изученного ранее, но на более высоком уровне, систематизация, классификация, обобщение материала, его творческое переосмысление.
Зачетный урок проводится только в рамках школьного расписания.
К зачетному уроку необходимо подготовить карточку, содержащую ключевые задачи, а также задания, учитывающие индивидуальные особенности сдающего зачет (пробелы в предшествующей подготовке, способности, достигнутый уровень развития, интересы…)
Зачет по всей теме призван проверить уяснение теоретических основ изучаемой темы, умение распознавать и решать ключевые задачи, использовать знание теории и алгоритмов решения ключевых задач в новой ситуации.
Если старший школьник обнаруживает у сдающего зачет непонимание сути разбираемого вопроса, то здесь же, не откладывая, объясняет ему подробно и обстоятельно теорему или задачу, а затем предлагает младшему рассказать все сначала. Если после этого сдающий зачет сумеет убедить принимающего в том, что все понял (например, без труда решает аналогичные задачи), то оценка ему не снижается.
Принимающий зачет обязан быть доброжелательным, и в то же время, требовательным и справедливым научным руководителем.
Естественными и традиционными являются на зачетах следующие вопросы и задания:
«не понятно, докажи снова: почему? Откуда это следует? А что будет, если… Приведи Контрпример, составь аналогичную задачу, обратную задачу, обобщи утверждение, рассмотри частный случай, проверь результат» и т. д.

Заканчиваться зачет должен выставлением трех оценок: по теории, решению задач и за ведение тетради и блокнота. Каждая оценка при этом мотивируется и выставляется в зачетную карточку.

#### Памятка школьнику, сдающему зачет
Подготовка к сдаче зачета начинается с первой школьной лекции по теме, подбора указанной учителем литературы, особенно статей из журнала «Квант» (в школе имеется электронная библиотека ж-ла «Квант»).
Главное твое домашнее задание осмыслить то, о чём шёл разговор на уроке; если что-либо оказалось непонятным, то на последующем уроке необходимо обратиться за разъяснением к учителю. Вопросы необходимо задавать учителю, товарищам, старшим школьникам даже «по мелочам».
Следует тщательно вести записи в блокноте не только формул, но и просто интересных задач, дополнять материал урока собственными находками и изобретениями.
Наиболее значимые вопросы нужно включать в карточку и положить её на стол учителю перед уроком-консультацией.
Необходимо воспитывать в себе уважительное отношение к старшим школьникам.
Помни: кому, как ни ему понятны все твои затруднения, и он всегда рад тебе помочь, если чувствует твое стремление понять, запомнить и научиться применять теорию к решению задач.
Цени требовательность к себе со стороны твоего научного руководителя. Уровень его требовательности к тебе соответствует уровню твоего интеллектуального и личностного развития.
Не зазнавайся! Перед тобой огромный океан знаний. Будь требователен в первую очередь к себе.

Если на зачете получена неудовлетворительная оценка, то постарайся как можно быстрее пересдать его в ближайшее время. Будь настойчив в своем желании преодолеть трудности.

## Роль студентов
Студенты ВУЗов — выпускники прошлых лет, — ещё одна ступенька вертикальной педагогики.
Традиционно в период студенческих каникул проходят различные мероприятия, связанные с передачей студентами своего опыта школьникам — это и классные часы, посвящённые рассказам об условиях обучения в ВУЗах, это и выездные олимпиады крупнейших ВУЗов страны (МФТИ, СПбГУ и др.), это и традиционные зачёты, которые студенты принимают у школьников, например, в 11 классе в дни студенческих каникул проходит зачёт по теме «Интеграл и его приложения». Проводятся занятия математических кружков, которые ведут одновременно учителя, студенты и аспиранты — бывшие участники математических олимпиад.
В летние каникулы выпускники прошлых лет участвуют в работе каникулярных физико-математических школ работая там вожатыми и преподавателями.
Бесконечные школьные реформы привели к тому, что школьная программа сейчас сведена к некоторому минимуму, за рамками которого остаются такие интереснейшие вопросы, как Принцип Дирихле, «Правило крайнего», «инварианты», метод математической индукции, сравнение по модулю, метод перебора и т. д.
Постепенно было отобрано 75 таких тем — эти темы теперь стали «ключевыми» в содержании внеклассной работы по математике. Наиболее активные члены научного общества учащихся (НОУ), участники математических олимпиад, ежегодно, во время осенних и летних каникул, занимаются по программе, включающей эти 75 тем. Руководят этой работой Президент НОУ, а также студенты и аспиранты, победители Всероссийских и Всесоюзных олимпиад прошлых лет.